# Kaikiekie / Bradshaw Sound
Der Kaikiekie / Bradshaw Sound ist ein als Fjord zu bezeichnender Meeresarm auf der Südinsel von Neuseeland.

## Geographie
Der rund 15,5 km lange Kaikiekie / Bradshaw Sound befindet sich rund 43 km westnordwestlich von Te Anau an dem südwestlichen Teil der Westküste der Südinsel. Der Sound, der sich nach knapp 9 km in die beiden Meeresarme Precipice Cove und Gaer Arm aufteilt, besitzt eine Küstenlänge von rund 44 km und mist an seiner breitesten Stelle rund 2,3 km. Der Eingang zum Sound befindet sich östlich des Te Awa-o-Tū / Thompson Sound und ist rund 1075 m breit. Der Kaikiekie / Bradshaw Sound nimmt eine Fläche von 20,9 km² ein und misst an seiner tiefsten Stelle 416 m. Sein Wassereinzugsgebiet umfasst eine Fläche von 290 km².
Zugang zur Tasmansee hat der Sound über den Te Awa-o-Tū / Thompson Sound oder über den Doubtful Sound/Patea, der sich rund 3,5 km südwestlich über den Pendulo Reach anschließt. Neben den zahlreichen größere und kleinere Creeks und Streams (Bäche) sorgen die drei Flüsse Camelot River, Misty River und Rum River für Süßwasserzufluss. Die den Sound umgebenden Berge erheben sich bis auf über 1400 m Höhe.
Rund 10 km nördlich befindet sich der Hinenui / Nancy Sound.

## Geologie
Der Kaikiekie / Bradshaw Sound ist im klassischen Sinne ein Fjord, der wie alle Fjorde im Südwesten der Südinsel auch, einerseits durch Gletscherbewegungen der letzten Kaltzeit entstanden ist und andererseits durch die Überflutung des Tals durch den ansteigenden Meeresspiegel gebildet wurde. Die Bezeichnung Sound kam durch die ersten europäischen Siedler und Seefahrer, die zahlreiche Täler in der Region Fiordland als Sounds bezeichneten, eine Benennung, die eigentlich nur für die von der Seeseite her geflutete Flusstäler verwendet wird, so wie die Sounds in den Marlborough Sounds im Norden der Südinsel. Die Seefahrer, zumeist englischer oder walisischer Herkunft, kannten von ihrer Heimat her keine Fjorde und so verwendeten sie für die Meeresarme die ihnen bekannten Bezeichnungen, die später auch nicht mehr korrigiert wurden.

## Meeresschutzgebiet
Der obere Teil des Gaer Arm wurde 2005 unter dem Namen Kutu Parera (Gaer Arm) Marine Reserve als Meeresschutzgebiet ausgewiesen. Es umfasst eine Fläche von 433 Hektar.